# Zámostí-Blata
Zámostí-Blata je obec v okrese Jičín v Královéhradeckém kraji. Žije v ní 123 obyvatel.

## Historie
První písemná zmínka o obci pochází z roku 1542.

## Obyvatelstvo
| Rok            | 1869 | 1880 | 1890 | 1900 | 1910 | 1921 | 1930 | 1950 | 1961 | 1970 | 1980 | 1991 | 2001 | 2011 | 2021 |
| -------------- | ---- | ---- | ---- | ---- | ---- | ---- | ---- | ---- | ---- | ---- | ---- | ---- | ---- | ---- | ---- |
| Počet obyvatel | 255  | 313  | 312  | 291  | 286  | 264  | 265  | 173  | 172  | 153  | 124  | 78   | 78   | 131  | 128  |
| Počet domů     | 47   | 58   | 61   | 61   | 59   | 58   | 62   | 74   | 55   | 52   | 46   | 69   | 83   | 102  | 103  |

## Obecní správa
Obec Zámostí-Blata vznikla 24. listopadu 1990 sloučením dvou částí, jimiž jsou Zámostí a Blata.

### Části obce
- Blata
- Zámostí

Součástí Blat je také osada Maršov s nesourodou zástavbou rekreačních objektů.

## Galerie

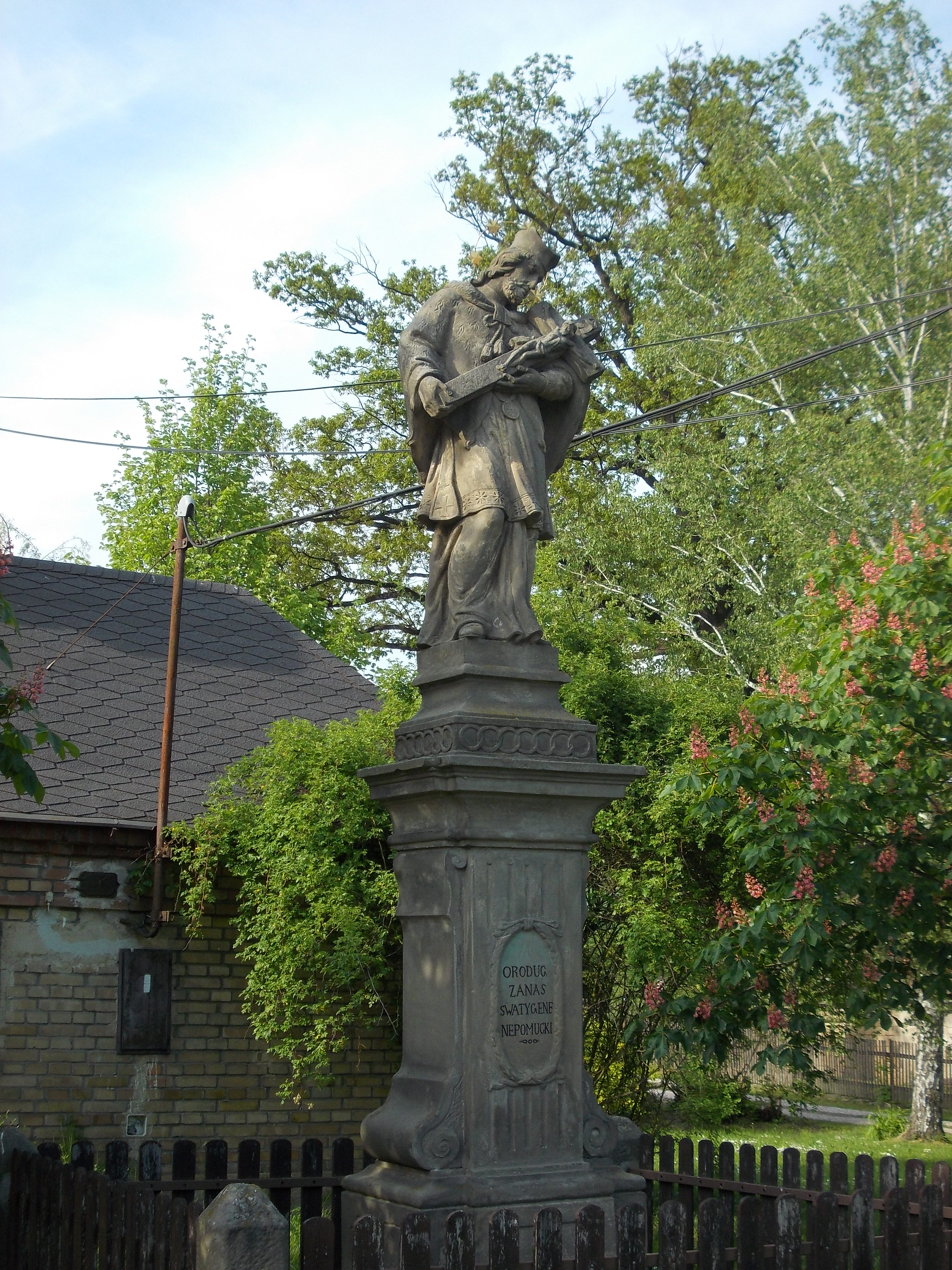
Zámostí – socha svatého Jana Nepomuckého
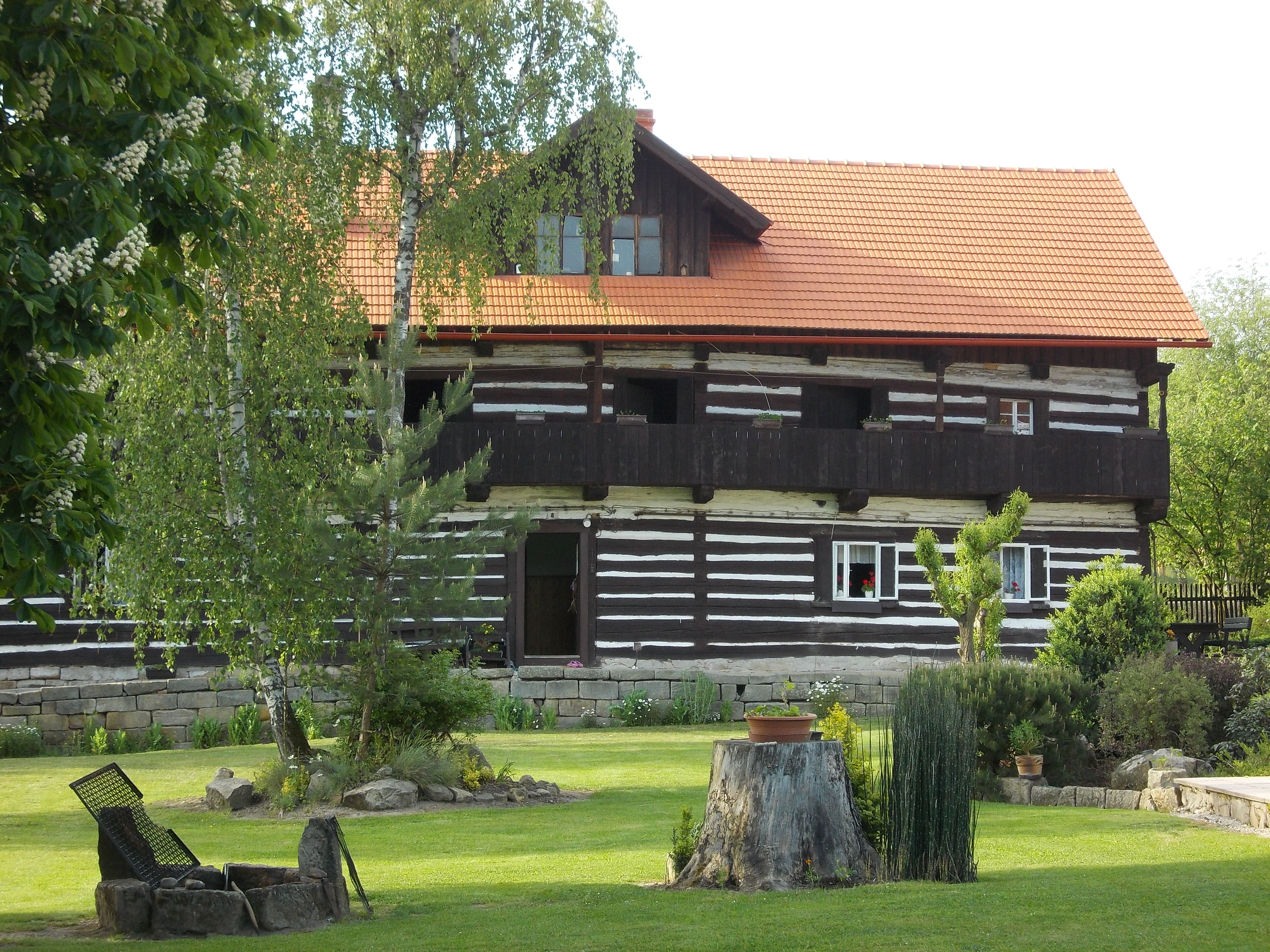
Zámostí – dům čp. 8
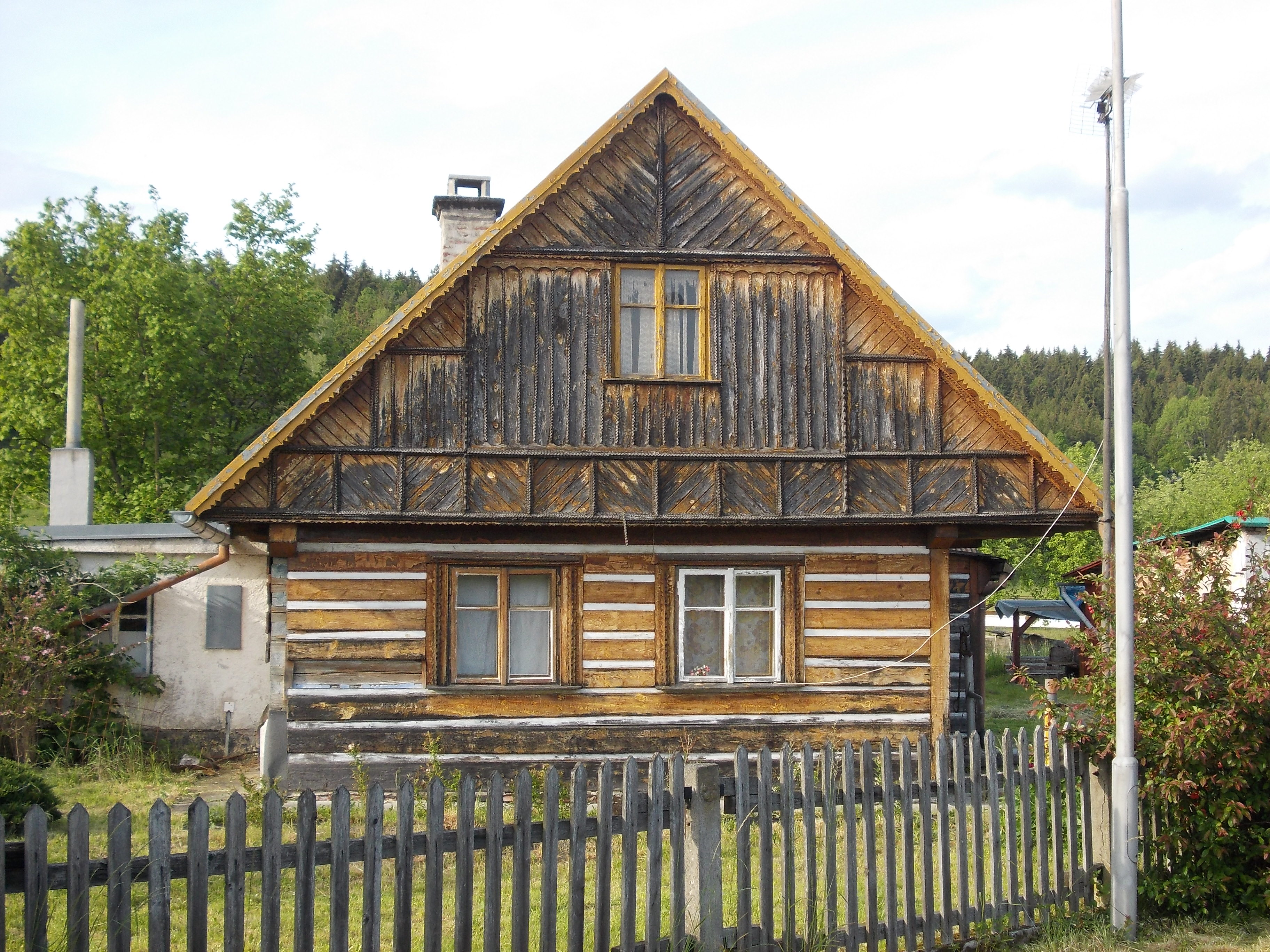
Blata – dům čp. 27
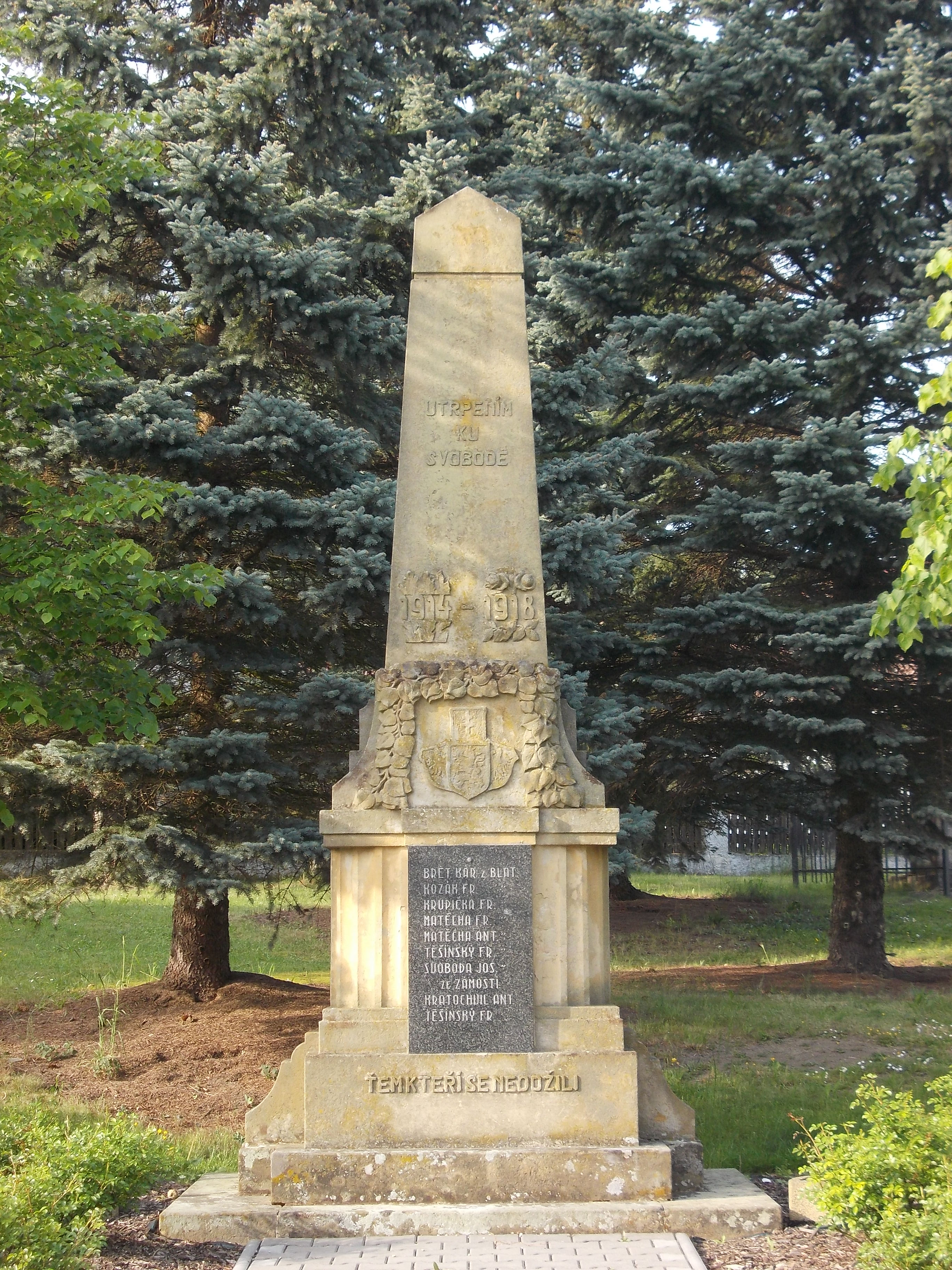
Blata – pomník obětem první světové války